# Designpreis
Designpreise sind Auszeichnungen im Bereich des Design und der Angewandten Kunst. Sie werden meist in Form eines Wettbewerbs ausgeschrieben oder von öffentlichen Stellen für besondere künstlerische Leistungen vergeben. Sie zeichnen hervorragend gestaltete Produkte der Designer und Unternehmen mit dotierten und undotierten Preisen aus. Die Grenzen zwischen einem Designpreis, Kunstpreis und Preis für Kunsthandwerk sind fließend. 

## Beschreibung
Ein Designpreis wird meist im Rahmen eines offenen oder engeren Wettbewerbs durch einen Auslober ausgeschrieben. Die Ausschreibung des Designpreises enthält Angaben zum Namen des Auslobers, zur Bezeichnung der Wettbewerbsart, zur gestellten Aufgabe und dem Ziel des Wettbewerbs, zur Höhe und Art des Preises und zu den Namen der Juroren, der Jury. Sie fixiert Abgabe-, Abholungs-, Einlieferungs- und Ausstellungstermine und eventuelle Kosten. Sie sichert dem Designer Versicherungsleistungen, Urheberschaft und Leistungen des Auslobers im Falle einer positiven Jurierung zu.

## Bereiche
In folgenden Bereichen werden Designpreise vergeben:
- Architektur
- Animation
- Automobildesign
- Buchgestaltung
- Corporate Design
- Grafikdesign
- Illustration
- Industriedesign
- Interieurdesign
- Kommunikationsdesign
- Modedesign
- Möbeldesign
- Multimedia
- Produktdesign
- Schmuckdesign
- Sound Design / Tongestaltung
- Typografie
- Uhrendesign
- Verpackungsdesign
- Webdesign

## Auslober
Auslober und Veranstalter von Designpreisen sind öffentliche und gemeinnützige Institutionen, Gemeinden, Landkreise, Museen, Galerien, Stiftungen, Vereine, Wirtschaftsunternehmen, Designer und Verbände sowie Ministerien.

## Auswahl von Designpreisen
Deutschland:

### A
- Apple Design Award

### B
- Bayerischer Staatspreis für Nachwuchsdesigner
- Bayerischer Staatspreis (Goldmedaille) der IHM, München
- Bochumer Designpreis
- Brunel Award

### C
- Compasso d’Oro

### D
- Danner-Preis der Dannerstiftung
- D&AD
- Design Plus Award
- Designpreis der Bundesrepublik Deutschland
- Designpreis der Deutschen Demokratischen Republik

### F
- Förderpreis für Design der Landeshauptstadt München
- Friedrich Becker Preis

### G
- Goldene Unruh
- Gute Form

### H
- Herbert-Hofmann-Preis
- Hessischer Gestaltungspreis
- Hessischer Staatspreis für das Deutsche Kunsthandwerk

### I
- iF Award
- Immenhäuser Glaspreis

### J
- Justus Brinckmann Preis

### K
- Kölner Designpreis

### L
- Lucky Strike Designer Award

### O
- Oberbayerischer Förderpreis für Angewandte Kunst

### P
- Preis für Kunsthandwerk
- Prix Ars Electronica

### R
- Rat für Formgebung
- Deutscher Recycling-Designpreis
- Red Dot Design Award

### S
- Staatspreis für das Kunsthandwerk in Nordrhein-Westfalen (manufactum)
- Stiftung Buchkunst

### T
- Talente Preis
- Wettbewerb des Type Directors Club of New York

### W
- Webby Award